# 李義徽
李义徽（?—?），中山卢奴（今河北省定州市）人。寿春侯李先曾孙，李皎之孙。
魏孝文帝太和年间，以儒学博通，有才华，为清河王元怿记室，文思敏捷，博学多才。为元怿撰《舆地图》及《显忠录》。喜欢老庄，视佛教为妄。灵太后临朝，沙门惠怜以咒水给人喝，说能治病，百姓奔凑，每日以千数。李义徽对元怿说他的妖妄。于是让李义徽草奏劝谏，灵太后采纳其言。元叉讨厌元怿，让李义徽为都水使者。元怿被害，李义徽弃官隐于大房山。李义徽少子李兰，以纯孝著称，不受征召。孝昌年间，朝廷旌表门闾。正光年间，元亶嗣位清河王，思念李义徽，推荐其孙李景儒，官至奉车都尉。李景儒之子李昭徽。